# Mordellistena pulchra
Mordellistena pulchra is een keversoort uit de familie spartelkevers (Mordellidae). De wetenschappelijke naam van de soort is voor het eerst geldig gepubliceerd in 1917 door Liljeblad.